# Bisdom Srikakulam
Het bisdom Srikakulam (Latijn: Dioecesis Srikakulamensis) is een rooms-katholiek bisdom met als zetel Srikakulam, in India. Het bisdom is suffragaan aan het aartsbisdom Visakhapatnam. 

## Geschiedenis
Het bisdom werd opgericht op 1 juli 1993, uit delen van het bisdom Visakhapatnam, en was suffragaan aan het aartsbisdom Hyderabad. Op 16 oktober 2001 wisselde het van kerkprovincie en werd suffragaan aan het nieuw verheven aartsbisdom Visakhapatnam.

## Parochies
Het bisdom had in 2022 een oppervlakte van 8.524 km2 en telde 3.976.420 inwoners waarvan 2,2% rooms-katholiek was.

## Bisschoppen
- Innayya Chinna Addagatla (1 juli 1993 - 12 december 2018)
  - Prakash Mallavarapu (apostolisch administrator: 2 januari 2019 - 2 september 2019)
- Rayarala Vijay Kumar (16 juli 2019 - heden)

## Galerij van afbeeldingen

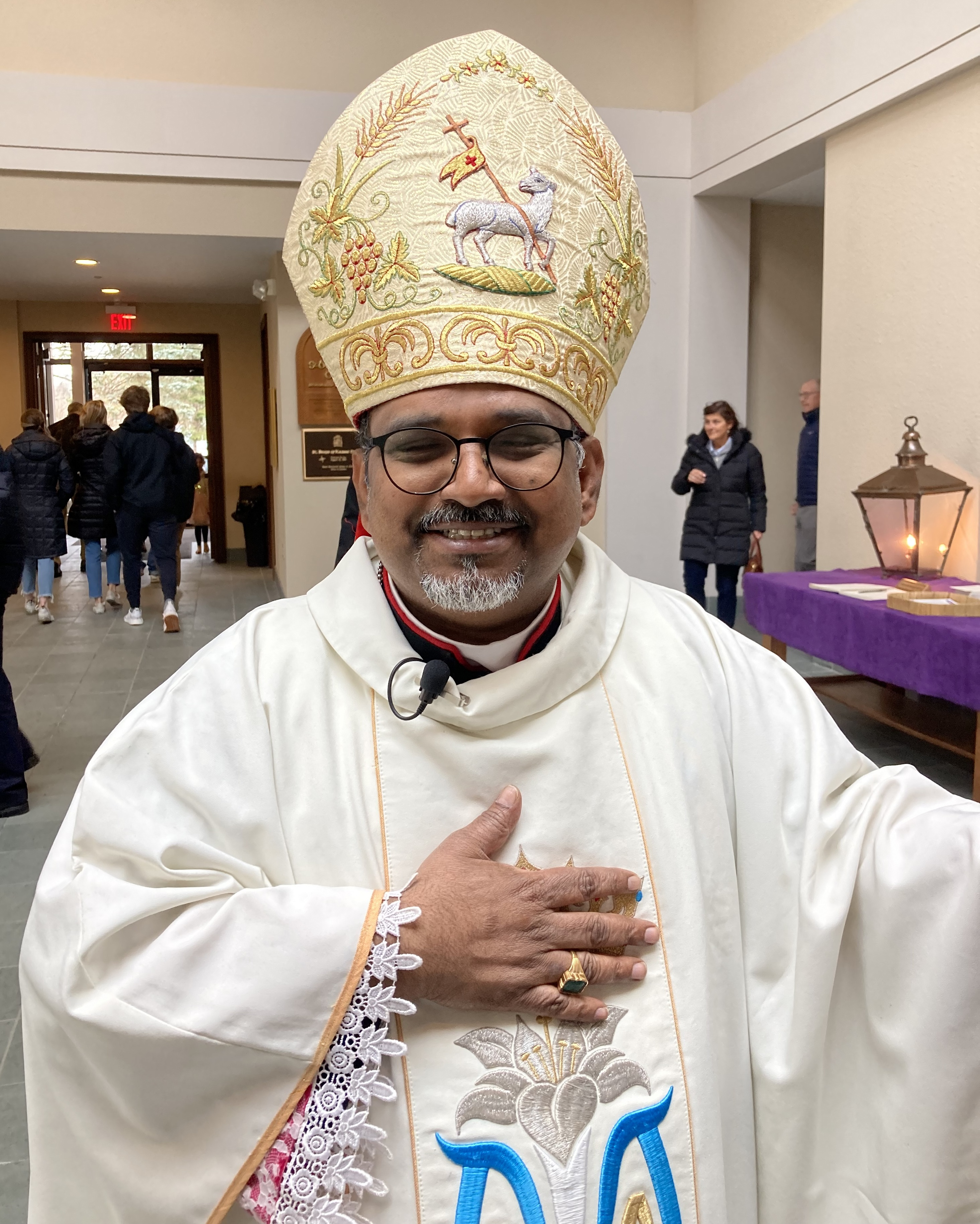
Bisschop Rayarala Vijay Kumar (2019-heden)

Visakhapatnam (aartsbisdom) · Eluru · Guntur · Nellore · Srikakulam · Vijayawada